# Hipercub
| Tesseracte              | Tesseracte |
| ----------------------- | --- |
| Diagrama Schlegel       | |
| Tipus                   | Polítop regular |
| Familia                 | Hipercub |
| Cel·les                 | 8 (4.4.4) |
| Cares                   | 24 {4} |
| Arestes                 | 32 |
| Vertex                  | 16 |
| Figura de vertex        | (3.3.3) |
| Símbol de Schläfli      | {4,3,3} {4,3}x{} {4}x{4} {4}x{}x{} {}x{}x{}x{} |
| Diagrama Coxeter-Dynkin | Anell · 4 · Punt · 3 · Punt · 3 · Punt · Anell · 4 · Punt · 3 · Punt · 2 · Anell · Anell · 4 · Punt · 2 · Anell · 4 · Punt · Anell · 4 · Punt · 2 · Anell · 2 · Anell · Anell · 2 · Anell · 2 · Anell · 2 · Anell |
| Grup de simetria        | B₄, [3,3,4] |
| Doble                   | 16-cel·les |
| Propietats              | convex |

Projecció d'un hipercub, amb una transformació semblant a la que podem aplicar a un cub de tridimensioal.

Elements de P (P (P (P ({})))) en Diagrama de Hasse.

En geometria, un tesseractis o hipercub és una figura formada per dos cubs desplaçats en un quart eix dimensional (anomenem al primer longitud, al segon alçada i al tercer profunditat).
Es compon de 8 cel·les cúbiques, 24 cares quadrades, 32 arestes i 16 vèrtexs, això tenint en compte el desenvolupament del polinomi {\displaystyle (2x+1)^{n}} on el valor de n equival al nombre de dimensions (en aquest cas 4) i x és la llargada, l'alçada, l'amplitud, etc. de la figura polidimensional equilàter.
Aquest terme va ser adoptat per primer cop el 1888 pel matemàtic anglès Charles Howard Hinton en una obra anomenada A New Era of Thought, una espècie de manual que buscava entrenar la intuïció hiperespacial a través d'exercicis de visualització amb cubs de colors entorn de un hipercub imaginari.
Un hipercub es defineix com un cub desfasat en el temps, és a dir, cada instant de temps pel qual es mogué però tots ells junts. És evident que no podem veure un hipercub en la quarta dimensió, ja que només es veurien els punts que toquen el nostre univers, així que només veuríem un cub tridimensional.
No podem veure un hipercub perquè estem ubicats en tres dimensions, per la qual cosa només podem visualitzar el que seria la projecció d'un hipercub. És semblant a dos cubs enllaçats, amb tots els vèrtexs connectats per línies. Però en l'hipercub real de quatre dimensions totes les línies tindrien la mateixa longitud i formarien angles rectes.

## Coordenades
Un hipercub unitari amb n dimensions és l'envoltura convexa dels punts per totes les permutacions de part de les coordenades cartesianes {\displaystyle (\pm 1/2,\pm 1/2,\cdots ,\pm 1/2)}. Té una longitud d'arc unitària i un volum n-dimensional unitari.

## Computació
L'hipercub és una de les topologies de multicomputadores amb commutador, la qual tracta de xarxes d'interconnexió de CPU on cadascuna té la seva pròpia memòria exclusiva.
Un hipercub és un cub n-dimensional, per exemple, dos cubs cadascun amb 8 vèrtexos i 12 arestes. Cada vèrtex és una CPU i cada aresta seria una connexió entre 2 CPU, d'aquesta manera es connecten els vèrtexos corresponents a cada vèrtex dels cubs.
Per estendre el cub a 5 dimensions, podríem afegir a la figura un altre conjunt de dos cubs connectats entre si i connectar les arestes corresponents en les dues meitats i així successivament.
Per a un cub de n-dimensions, cada CPU té n connexions amb altres CPU. Així, la complexitat del cablejat augmenta en proporció logarítmica amb la mida. Ja que només es connecten els vèrtexos veïns més propers molts missatges han de realitzar diversos salts abans d'arribar al seu destí, la trajectòria més gran també creix en forma logarítmica amb la mida.

## Bases de Dades
Els hipercubs en aplicacions de bases de dades s'utilitzen normalment per generar resums, estadístiques, projeccions i altres tipus de processaments d'informació. Quan es tenen fonts de dades detallades es disposa de milions de registres, utilitzant la metodologia OLAP a través d'un hipercub que es processen generant acumulats seguint els criteris requerits per l'usuari que, finalment, utilitzarà la informació ja processada.

## Ficció
La pel·lícula "Cube 2: Hypercube" (2002) és una conjectura fantàstica del que podria ser la construcció d'un hipercub amb éssers humans en el seu interior. La pel·lícula tracta de l'intent d'escapar d'aquest hipercub que funciona com una presó i que creua diferents espais i temps.
El relat de Robert A. Heinlein, "...And He Built a Crooked House", és l'intent d'un arquitecte visionari per construir una casa en forma de "tesseractis".
En la sèrie canadenca Strange Days at Blake Holsey High, en l'episodi 30 titulat Tesseract, l'escola es transforma en un hipercub.